# Фонд семьи Кайзер
Фонд семьи Кайзер (англ. Kaiser Family Foundation), который ранее был известен как Фонд семьи Генри Дж. Кайзера, — американская некоммерческая организация со штаб-квартирой в Сан-Франциско.
Компания предпочитает название KFF, которое является её коммерческим обозначением, чтобы избежать путаницы, поскольку она не связана с другой компанией Kaiser Permanente и больше не является фондом. Фонд семьи Кайзер заявляет, что это беспартийная организация, занимающаяся политикой в области здравоохранения. Он проводит собственные исследования, опросы и специализированные информационные кампании в области общественного здравоохранения. Веб-сайт Фонда был отмечен как «содержащий самую свежую и точную информацию о политике в области здравоохранения» и как «обязательный к прочтению для приверженцев здравоохранения».

## История
В 1948 году Генри Дж. Кайзер основал Фонд семьи Кайзер. В то время организация, известная как Фонд семьи Генри Дж. Кайзера, была основана в Окленде, в том же городе, где находилась штаб-квартира Kaiser Permanente. Позже KFF переехала на Сэнд-Хилл-роуд в Менло-Парке. В 2018 году он переехал в Сан-Франциско.
К 1985 году Фонд больше не владел долей в конгломерате Kaiser и больше не был связан с Kaiser Permanente или Kaiser Industries. В настоящее время KFF является независимой национальной организацией с попечительским советом, который имеет опыт работы на государственной службе, в научных кругах, некоммерческих организациях, здравоохранении и средствах массовой информации.
Начиная с сентября 1990 года, генеральный директор KFF Дрю Олтмен руководил «полным пересмотром миссии и стиля работы Фонда». Альтман превратил «пассивную организацию, выделяющую гранты» (около 30 миллионов долларов в год на пожертвования в размере 400 миллионов долларов) в ведущую организацию и хранилище фактов и информации по вопросам здравоохранения. Он преобразовал организацию, создал новые программы, набрал персонал и возродил Фонд.

## Нынешняя деятельность

### Анализ политики и опросы общественного мнения
Фонд семьи Кайзер публикует аналитические материалы, опросы и публицистические статьи по вопросам здравоохранения и заявляет, что бо́льшая часть его работы в первую очередь касается людей с низким доходом или тех, кто особенно уязвим в плане расходов на медицинское обслуживание — незастрахованных, людей с хроническими заболеваниями, участников Медикейд и/или Медикэр. Помимо вопросов внутренней политики в области здравоохранения в США, KFF также проводит работу по изучению роли США в глобальной политике в области здравоохранения.
В начале 2020 года анализ и опросы Фонда были в основном посвящены пандемии COVID-19. В 2010 году KFF начал предоставлять информацию о новом законе о медицинском страховании, законе о защите пациентов и доступном здравоохранении Obamacare, при помощи серии анимационных видеороликов, разъясняющих законы о здравоохранении, а также калькулятор, позволяющий людям оценить, во сколько им обойдётся медицинское страхование.
Фонд семьи Кайзер также хорошо известен опросами общественного мнения, документирующими мнение и опыт общественности по вопросам здравоохранения и смежным вопросам, часто работая в партнёрстве с такими крупными новостными организациями, как The Washington Post и The New York Times.

### Новости и информация в области здравоохранения
Одна из основных программ Фонда семьи Кайзера, KFF Health News, фокусируется на освещении политики в области здравоохранения и изменений на федеральном уровне и на уровне штатов на рынке медицинских услуг и в системе оказания медицинской помощи. Ранее она был известен как Kaiser Health News, но в апреле 2023 года была переименован, чтобы сообщить о своём праве собственности KFF.
Ранее Фонд семьи Кайзера спонсировал тренинги и выезды на места для журналистов, занимающихся вопросами здравоохранения.